# Kent Wisti
Kent Magnus Wisti (folkbokförd Visti), ursprungligen Olausson, född 8 november 1971 i Älmhults församling i Kronobergs län, är en svensk präst, målare, tecknare, grafiker, författare och satirtecknare verksam i Lund. 

## Biografi
Kent Wisti är son till konstnären Leif Olausson och Gunvor, ogift Wisti.
Han växte upp i en icke-kyrklig familj i Älmhult, men blev tidigt intresserad av trosfrågor. I gymnasiet utbildade han sig till barnskötare och arbetade några år i det yrket innan han utbildade sig till konstnär, åren 1992–1993 på KV konstskola i Göteborg och därefter ett år vid grafikskolan Forums kvällskola i Malmö. I mitten på 1990-talet började han läsa teologi och prästvigdes 2003 i Lund. Sedan dess har han arbetat som universitetspräst, sjukhuspräst och församlingspräst. Wisti arbetar sedan 2017 som stiftsadjunkt för mission i Lunds stift. Sedan prästvigningen har han kombinerat yrket som präst med konstnärens. Mest känd är han för sina satirteckningar – ofta i form av en stiliserad människofigur mot blekgul bakgrund tillsammans med en kort text.
År 2017 utsågs Kent Wisti av Svenska kyrkan till ”Årets förnyare”. 2020 tilldelades Wisti IM-priset, ett pris som årligen delas ut till någon som "gjort viktiga medmänskliga insatser och/eller har väckt opinion mot våld, förtryck, rasism eller orättvisor". Samma år tilldelades Wisti TCO:s kulturpris.

### Familj
Kent Wisti är (2022) förlovad med Susanne Dahl.

## Utställningar i urval

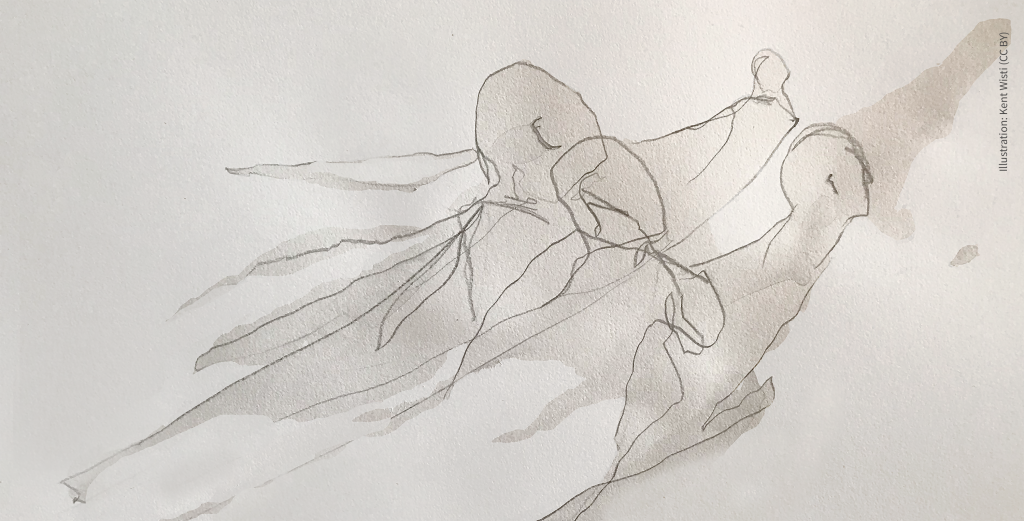
Temabild 1, utan text, illustration av Kent Wisti till Riksantikvarieämbetets höstmöte 2018.

### Separatutställningar
- Södra Ölands konstförening, Vickleby 1996
- Älmhults konstförening, Älmhult 1999
- Galleri Bäckalyckan, Jönköping 2004
- Galleri Estetica, Malmö 2010
- Vi måste våga tala om Wisti, Arbetets museum i Norrköping 2017

### Samlingsutställningar
- Liljevalchs vårsalong, Stockholm 1997
- Ungkonst98, Malmö 1998
- Miejska Galeria Sztuki – Male Formy Grafik, Lodz-Polen 1999, 2002
- Grafiska sällskapet, Stockholm 1998, 2001
- Grafiktriennalen, Stockholm 2003
- Bohusläns museum, KYSS 2017